# Ayman Nour

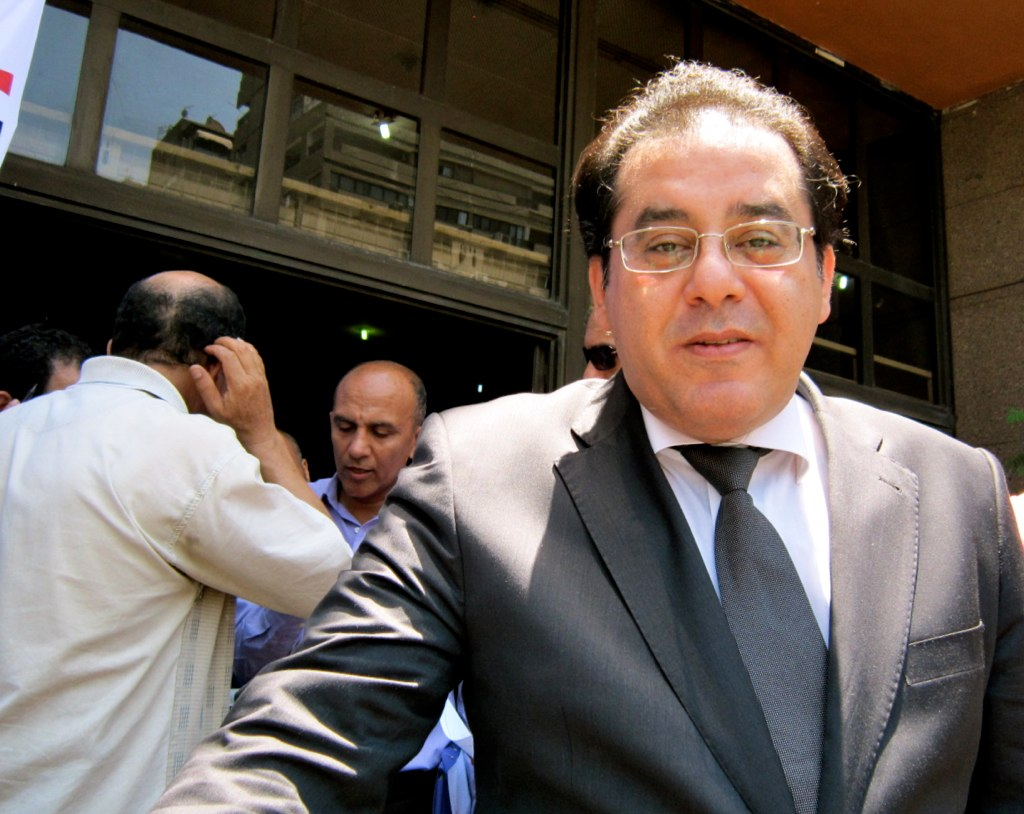
Ayman Nour

Ayman Nour (أيمن نور en árabe, nacido el 5 de diciembre de 1964) es un político egipcio, miembro del Parlamento de Egipto y jefe del Partido al-Ghad ("Partido mañana"). En octubre de 2004 fue arrestado por el gobierno del presidente Hosni Mubarak por cargos de corrupción. Nour y sus seguidores afirman que su arresto tenía motivaciones políticas.

## Carrera política

### Formación del partido al-Ghad
El Partido al-Ghad fue reconocido formalmente por el gobierno egipcio el 27 de octubre de 2004. Luego de su creación, Nour fue elegido presidente del partido en su primera convención pocos días después. Su actuación como miembro independiente del parlamento lo convirtió en la figura más renombrada del partido y una de las fuerzas que lo hacen avanzar. Nour Trabajó fuertemente para obtener el reconocimiento del partido; su solicitud fue rechazada cinco veces antes de ser aceptada.
El partido fue creado para representar una perspectiva liberal democrática, con fuerte interés en los asuntos de derechos humanos. Nour ha utilizado el apoyo de su partido para promover en el parlamento reformas que limiten el poder del presidente y para abrir las elecciones presidenciales a múltiples candidatos.

### Arresto y prisión
Nour fue desposeído de su inmunidad parlamentario y arrestado el 29 de enero de 2005. Fue acusado de falsificación de documentos para lograr la aprobación del partido el-Ghad. Nour siempre ha negado los cargos.
El arresto, ocurrido en un año electoral, fue ampliamente criticado por diferentes gobiernos de todo el mundo, considerándolo como un retroceso en el camino de Egipto hacia la democracia. Pocos han considerado como fundamentados los cargos contra Nour.
Nour se mantuvo políticamente activo durante su estadía en prisión, utilizando su tiempo para escribir artículos críticos y ayudar a publicitar su caso y su causa.
Irónicamente, mientras estaba en prisión, el gobierno anunció que se celebrarían elecciones con múltiples candidatos.
El 12 de marzo de 2005, fue liberado tentativamente, una semana después que anunció que sería candidato a la presidencia. Fue considerado el candidato con más oportunidades de enfrentarse al presidente Mubarak en la Elección presidencial de 2005.

## Elecciones de 2012
La Comisión Electoral lo consideró no apto para participar en las elecciones presidenciales de 2012.
- Datos: Q405451
- Multimedia: Ayman Nour / Q405451